# Gross Bigerhorn
 (mai 2021).
Le Gross Bigerhorn, ou simplement Bigerhorn, est un sommet des Alpes valaisannes, en Suisse. Il culmine à 3 625 m d'altitude. Il est situé dans le massif des Mischabels.
Situé au nord du Balfrin, il domine la vallée de Zermatt à l'ouest, la vallée de Saas à l'est et le glacier de Ried au sud-ouest.